# 托尼·格雷格
托尼·格雷格（英語：Tony Greig，1941年7月22日—），新西兰男子摔跤运动员。他曾代表新西兰参加1966年大英帝国和英联邦运动会摔跤比赛，获得男子自由式70公斤级铜牌。